# 木田元
木田 元（きだ げん、1928年9月7日 - 2014年8月16日）は、日本の哲学者、翻訳家。専攻は西洋哲学史、現象学の研究。中央大学名誉教授。
モーリス・メルロー＝ポンティ、エドムント・フッサール等の、20世紀ヨーロッパ思想で著名な哲学者の代表作を平易な日本語に訳した。ハイデガーの研究でも知られる。

## 経歴
新潟県新潟市生まれ、本籍地は山形県最上郡東小国村（現在は最上町）。
3歳のとき一家で満洲・新京に渡る。新京第一中学校（戦時体制のため4年で繰り上げ卒業）を経て、1945年（昭和20年）海軍兵学校に入学（78期）。同年8月6日、江田島で水泳の訓練中、原爆投下を広島市側の海岸で目撃。8月15日に日本が終戦を迎えると軍海軍兵学校では生徒たちに帰宅の指示が出たが、満州出身であったため本土にいる親戚もよくわからず困っていたところ、教官が自身の佐賀の実家へ行くよう指示してくれる（教官は兵学校での残務処理に残った）。しかし佐賀で肩身の狭い思いをしたため、1ヶ月ほどで東京へむかう。東京の大学へ進学した母校中学校の先輩をあてにするも見つからず、上野で野宿をしているところをテキヤに誘われしばらく働きながら、東京にいるはずの親戚について海軍省で調べる。すると、目黒で父親のいとこの夫の海軍大佐を見つける。彼から山形県新庄市の父方の遠縁の家に行くよう勧められ、寄留する。なお、この間に敗戦で海軍兵学校が解体され、旧制高等学校への編入資格を得るが、野宿生活のために締め切りを知らず、知っていても家族が全員満洲にいるため学費を捻出できず、手続きをしなかったため、失効する。1946年（昭和20年）10月、満洲から家族が引き揚げてきて、母の郷里の山形県鶴岡市に落ち着く。父がシベリアに抑留されたため、長男である木田は、鶴岡市役所臨時雇、小学校代用教員などで家族を養う。
同時に働いていた闇屋で一儲けし、その金をあてにして代用教員を辞め、1947年（昭和22年）4月、新設されたばかりの山形県立農林専門学校（現在の山形大学農学部）に入学した。「人生の中休みだ」と思って入学試験を受け、金が無くなれば学校を辞めようと思っていたが、同年9月に父が帰国したので、自身で生活の心配をする必要がなくなり、卒業まで在籍した。しかし、農業で生計を立てる自信もなく将来への不安がぬぐえず、年中気分が乱高下する毎日を過ごす。
小さな頃から読書が好きで、また当時鶴岡の大地主であったドイツ文学者三井光弥の三男の三井聰と親友であったため三井家の本を読み漁っていた。この頃には哲学書よりも小説や俳諧、中国の詩などを読んでいたが、ドストエフスキーの注釈書として読んだキェルケゴールから哲学の興味を持ち始める。さらに本を読み漁る中で、キェルケゴールから影響を受けたハイデガーの『存在と時間』を本格的に学びたいと思い、東北大学文学部を目指して受験勉強を始めた。東北大を志望した理由は、東北大が当時の国立大学で唯一、傍系入学（旧制高校や大学予科以外からの入学）を認め、また入学試験の外国語科目が2言語でなく1言語であったからであった。
1950年（昭和25年）4月、東北大学文学部哲学科（旧制）に入学。大学1年のときドイツ語を学び、秋から『存在と時間』を読み始めて半年かけて読み終えた。しかし、この本を理解するには腰を据えて哲学を学ぶ必要があると感じ、哲学を学び続けることを決心した。当時、哲学を学ぶならフランス哲学ならデカルト、ドイツ哲学ならカントと相場が決まっていたため、卒業論文はカントの『純粋理性批判』で書くことを決め2年生から読み始めた。また、哲学を学ぶためには古典ギリシア語とラテン語は必須だと考えていたため、2年生の4月から6月に古典ギリシア語、3年生の同時期にラテン語を習得した。1953年に学部を卒業して同大学院哲学科特別研究生課程に進み、フランス語を習得。1958年に同大学院を修了し、同年から東北大学文学部助手となる。
1960年から中央大学文学部哲学科専任講師。同助教授を経て、1972年から中央大学文学部哲学科教授。1999年に定年退職し名誉教授となった。文庫再刊された著書に『哲学と反哲学』『ハイデガー拾い読み』『反哲学入門』など。2010年9月、日本経済新聞「私の履歴書」に自伝を連載した。
2013年12月頃から体調が悪化し、2014年7月に入院。同年8月16日、船橋市（自宅がある）の病院で肺炎のため死去。85歳没。

## 評伝
- 『闇市から来た反-哲学者―木田元論』（ライフヒストリー研究所編、晃洋書房、ライフヒストリー研究叢書） 2009
- 『木田元：軽妙洒脱な反哲学』（河出書房新社、KAWADE道の手帖） 2014
- 大塚信一『哲学者・木田元：編集者が見た稀有な軌跡』（作品社） 2021 - 筆者は岩波書店での担当者

## 著書
- 『現代哲学 - 人間存在の探究』（日本放送出版協会、NHK市民大学叢書） 1969、新版1983、講談社学術文庫 1991
- 『現象学』（岩波新書） 1970
- 『ハイデガー』（岩波書店、20世紀思想家文庫） 1983、岩波現代文庫 2001
- 『メルロ・ポンティの思想』（岩波書店） 1984、講談社学術文庫 2025（加國尚志解説）
- 『哲学と反哲学』（岩波書店） 1990、岩波同時代ライブラリー 1996、岩波現代文庫 2004
- 『ハイデガーの思想』（岩波新書） 1993
- 『反哲学史』（講談社） 1995、講談社学術文庫 2000
- 『哲学以外』（みすず書房） 1997 - 初のエッセー集
- 『わたしの哲学入門』（新書館） 1998、講談社学術文庫 2014
- 『現象学の思想』（ちくま学芸文庫） 2000 - 文庫版オリジナル
- 『最終講義』（作品社） 2000
  - 改題『木田元の最終講義 - 反哲学としての哲学』（角川ソフィア文庫） 2008
- 『哲学の余白』（新書館） 2000 - エッセー集
- 『ハイデガー『存在と時間』の構築』（岩波現代文庫） 2000
- 『詩歌遍歴』（平凡社新書） 2002
- 『偶然性と運命』（岩波新書） 2001
- 『マッハとニーチェ - 世紀転換期思想史』（新書館） 2002、講談社学術文庫 2014
- 『猿飛佐助からハイデガーへ』（岩波書店、グーテンベルクの森） 2003
  - 改題『私の読書遍歴』（岩波現代文庫） 2010
- 『闇屋になりそこねた哲学者』（晶文社） 2003、ちくま文庫 2010
- 『哲学の横町』（晶文社） 2004 - エッセー集
- 『ハイデガー拾い読み』（新書館） 2004、新潮文庫 2012
- 『新人生論ノート』（集英社新書） 2005
- 『反哲学入門』（新潮社） 2007、新潮文庫 2010 - 解説三浦雅士
- 『哲学は人生の役に立つのか』（PHP新書） 2008

※山田風太郎、モーツァルト、カフカ、保坂和志、大塚博堂など、哲学以外の本や音楽、映画などを語る。
- 『なにもかも小林秀雄に教わった』（文春新書） 2008
- 『ピアノを弾くニーチェ』（新書館） 2009 - エッセー集
- 『哲学散歩』（文藝春秋） 2014、文春文庫 2017 - 遺著のエッセー集

### 共編著
- 『理性の運命 現代哲学の岐路』（生松敬三対話、中公新書） 1976、講談社学術文庫 1996
- 『西洋哲学史の基礎知識』（生松敬三, 伊東俊太郎, 岩田靖夫共編、有斐閣） 1977
  - 『概念と歴史がわかる西洋哲学小事典』（ちくま学芸文庫） 2011
- 『コンサイス20世紀思想事典』（栗原彬, 丸山圭三郎, 野家啓一共編、三省堂） 1989
- 『現象学事典』（村田純一, 野家啓一, 鷲田清一共編、弘文堂） 1994、新装版 2014
- 『哲学の古典 101物語』（編、新書館） 1996、新装版 1998
- 『日本の名随筆 別巻92 哲学』（編、作品社） 1998
- 『哲学を話そう 木田元対談集』（新書館） 2000 - 8名との対談
- 『哲学と文学 エルンスト・マッハをめぐって 談話会』（中央大学人文科学研究所、人文研ブックレット） 2000
- 『現代思想フォーカス88』（編、新書館） 2001
- 『ハイデガー 思想読本 知の攻略』（編、作品社） 2001
- 『ハイデガー本45 西洋哲学のハードコアを読み解く』（編、平凡社） 2001
- 『ハイデガーの知88』（編、新書館） 2002
- 『哲学者群像101』（編、新書館） 2003
- 『待つしかない、か。 二十一世紀身体と哲学』（竹内敏晴共著、春風社） 2003、新版 2014
- 『一日一文 英知のことば』（編、岩波書店） 2004、岩波文庫 別冊 2018
- 『人生力が運を呼ぶ』（渡部昇一と対話、致知出版社） 2004
- 『哲学キーワード事典』（編、新書館） 2004
- 『精神の哲学・肉体の哲学 形而上学的思考から自然的思考へ』（計見一雄共著、講談社） 2010
- 『対訳 技術の正体』（マイケル・エメリック英訳、デコ） 2013

## 翻訳
- 『現象学の意味』（フランシス・ジャンソン、せりか書房） 1967
- 『若きヘーゲル 下』（ジョルジュ・ルカーチ、生松敬三, 元浜清海共訳、白水社） 「著作集11」1969、復刊1987、単行版1998
- 『カント哲学』（ジャン・ラクロワ、渡辺昭造共訳、白水社、文庫クセジュ） 1971
- 『メルロ=ポンティ あるいは人間の尺度』（グザヴィエ・ティリエット、篠憲二共訳、大修館書店） 1973
- 『哲学小品集 3』（ショーペンハウアー、生松敬三, 大内惇共訳、「全集12」白水社） 1974、新装復刊 1996、2004
- 『フッサール 事象への還帰』（ダニエル・クリストフ、本間謙二共訳、大修館書店） 1974
- 『ヨーロッパ諸学の危機と超越論的現象学』（エドムント・フッサール、細谷恒夫共訳、中央公論社） 1974／改訳 中公文庫 1995
- 『カント、カントの物理的単子論』（ゲオルグ・ジンメル、「著作集4」白水社） 1976、新装復刊 1994、2004
- 『ヒュームあるいは人間的自然 経験論と主体性』（ジル・ドゥルーズ、財津理共訳、朝日出版社、エピステーメー叢書） 1980
  - 新版『経験論と主体性 ヒュームにおける人間的自然についての試論』（河出書房新社） 2000
- 『現象学と表現主義』（フェルディナント・フェルマン、岩波書店、岩波現代選書） 1984／講談社学術文庫 1994
- 『アドルノ』（マーティン・ジェイ、村岡晋一共訳、岩波書店） 1987、同時代ライブラリー 1992、岩波現代文庫 2007
- 『シンボル形式の哲学』全4巻（エルンスト・カッシーラー、生松敬三, 村岡晋一共訳、岩波文庫） 1989 - 1997
- 『〈象徴形式〉としての遠近法』（E・パノフスキー 、監訳、川戸れい子, 上村清雄共訳、哲学書房） 1993、改装版 2003／ちくま学芸文庫 2009
- 『否定弁証法』（アドルノ、渡辺祐邦共訳、作品社） 1996
- 『シェリング講義』（マルティン・ハイデガー、迫田健一共訳、新書館） 1999
- 『哲学はこんなふうに』（アンドレ・コントスポンヴィル、小須田健, コリーヌ・カンタン共訳、紀伊國屋書店） 2002／河出文庫 2022
- 『アーレント＝ハイデガー往復書簡 1925-1975』（ウルズラ・ルッツ編、大島かおり共訳、みすず書房） 2003、新装版 2018
- 『幸福は絶望のうえに』（アンドレ・コント＝スポンヴィル、小須田健, コリーヌ・カンタン共訳、紀伊國屋書店） 2004
- 『プラトンの『国家』』（サイモン・ブラックバーン、ポプラ社、名著誕生） 2007
- 『現象学の根本問題』（マルティン・ハイデガー、監訳、平田裕之, 迫田健一訳、作品社） 2010

### モーリス・メルロー＝ポンティ
- 『行動の構造』（メルロー＝ポンティ、滝浦静雄共訳、みすず書房） 1964、改装版 2014
- 『眼と精神』（メルロー＝ポンティ、滝浦静雄共訳、みすず書房） 1966
- 『知覚の現象学〈2〉』[10]（メルロ＝ポンティ、竹内芳郎, 宮本忠雄共訳、みすず書房） 1974
- 『世界の散文』（メルロ＝ポンティ、滝浦静雄共訳、みすず書房） 1979
- 『言語と自然 コレージュ・ドゥ・フランス講義要録』（メルロ＝ポンティ、滝浦静雄共訳、みすず書房） 1979
- 『見えるものと見えないもの』（メルロー＝ポンティ、滝浦静雄共訳、みすず書房） 1989、新装版 2017
- 『意識と言語の獲得 ソルボンヌ講義』（メルロー＝ポンティ、鯨岡峻共訳、みすず書房） 1993
- 『哲学者とその影』（メルロ・ポンティ、生松敬三共訳、みすず書房） 2001
- 『人間の科学と現象学』（メルロー＝ポンティ、竹内芳郎, 滝浦静雄共訳、みすず書房） 2001
- 『幼児の対人関係』（メルロ＝ポンティ、滝浦静雄共訳、みすず書房） 2001
  - 改訂版『大人から見た子ども』（滝浦静雄, 鯨岡峻共訳、みすず書房） 2019
- 『言語の現象学』（メルロ＝ポンティ、滝浦静雄共訳、みすず書房） 2002
- 『間接的言語と沈黙の声』（メルロー＝ポンティ、朝比奈誼, 粟津則雄, 佐々木宗雄共訳、みすず書房） 2002
- 『政治と弁証法』（メルロ＝ポンティ、海老坂武共訳、みすず書房） 2002